# ويندي غلازير
ويندي غلازير هي ممثلة كندية، ولدت في القرن العشرين في تورونتو في كندا.

## وصلات خارجية
- ويندي غلازير على موقع IMDb (الإنجليزية)